# Isola Beaver
L'isola Beaver (in inglese Beaver Island in spagnolo Isla San Rafael) è un'isola dell'Oceano Atlantico nell'emisfero australe e fa parte dell'arcipelago delle isole Falkland. Si trova al largo della ripida e alta costa occidentale delle Falkland occidentali, a ovest dell'isola Weddell e a sud di New Island.

## Storia

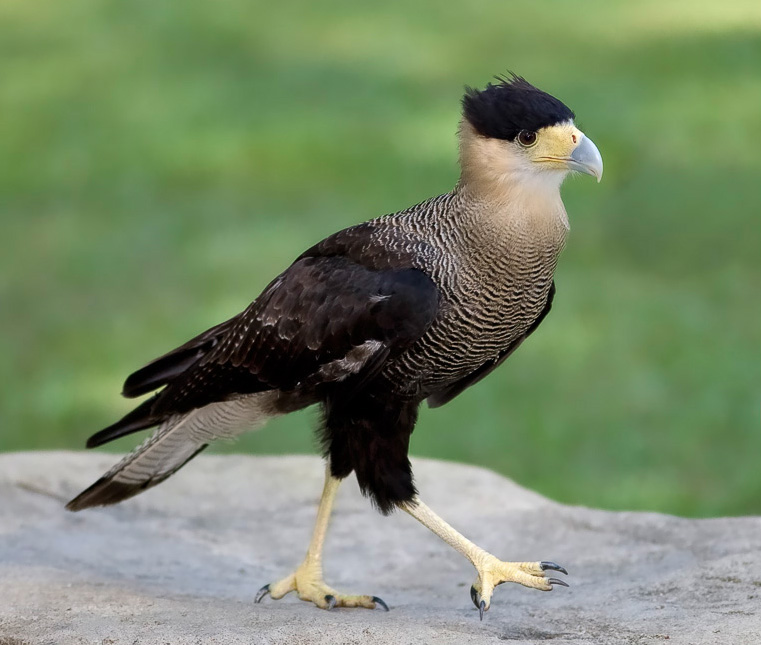
Caracara striato

Dalla seconda metà del XVIII secolo i cacciatori di foche, in particolare americani e britannici, iniziarono a frequentare le Falkand. Preferivano il piccolo gruppo delle isole Beaver dove c'erano porti riparati ed erano distanti dagli spagnoli di Puerto Soledad che erano ostili ai cacciatori di foche. Questi cacciatori liberarono cinghiali e conigli sulle isole per utilizzarli come fonte di cibo quando lavoravano nella zona e mentre trascorrevano tempo a terra. Nel luglio 1987 l'isola venne affittata a Sally Poncet e Tony Felton. Sally Poncet poi l'acquistò, nello stesso anno.

### Origine del nome
L'isola Beaver prende il nome dal Beaver, una baleniera americana.

## Geografia e descrizione
L'isola Beaver si trova al largo della ripida e alta costa occidentale delle Falkland occidentali, a ovest dell'isola Weddell e a sud di New Island. L'isola Beaver è l'isola principale del piccolo gruppo omonimo delle isole Beaver. Tutte queste isole sono caratterizzate da scogliere a picco sul mare solitamente rivolte a ovest e da coste profondamente frastagliate. Ci sono generalmente pendii molto ripidi sopra le coste orientali rocciose ma vi sono anche alcune spiagge sabbiose e baie riparate. Nell'entroterra le isole sono montuose con molte vette che superano i 150 metri con punte oltre i 200 metri. La maggior parte delle isole più piccole sono basse.

## Amministrazione
Il territorio, come tutto quello dell'arcipelago delle isole Falkland, è amministrato dal Regno Unito come uno dei territori d'oltremare britannici ed è rivendicato dall'Argentina. Per il suo possesso venne combattuta nel 1982 la guerra delle Falkland.

## Aspetti naturalistici
L'isola ha caratteristiche ambientali simili a quelle vicine e di maggiori dimensioni, ha ampie distese piane con l'erba di Tussock, messa a dura prova dalla presenza di molti erbivori, e scogliere sul mare. Queste aree ospitano numerose specie di uccelli, molte delle quali con coppie riproduttive. Tra queste alcune sono autoctone e altre sono state indrodotte, e in particolare vi sono il caracara striato, il nandù di Darwin, pinguino di Magellano. Vi sono poche oche delle Montagne Rocciose, beccacce di mare, beccaccini di Magellano o uccelli canterini che si riproducono sull'isola a causa della presenza di volpi e ratti. Tra i mammiferi molti esemplari di volpe grigia sudamericana, di guanaco e di skunk della Patagonia. In misura minore, o sottospecie locali registrate, vi sono esemplari di nitticora corona nera, di oca delle Highlands, di oca alga, di tordo delle Falkland, di scricciolo delle Falkland e di sturnello dalla coda lunga. In certi punti del gruppo sono stati visti esemplari di leone marino. I numerosi ratti, come ricordato, creano problemi alle popolazioni di uccelli.